# خطة تونس الثانية
خطة تونس الثانية هي مشروع سياسي اقتصادي تنموي نفذته حكومة الرئيس الحبيب بورقيبة من عام 1965 إلى 1968. في هذا المشروع حاولت حكومة بورقيبة الاستثمار في مجالي الزراعة والصناعة كما عملت على تنمية اقتصاد تونس من خلال تنمية هذان المجالان.